# Le Drugstore
Le Drugstore était le plus gros nightclub pour lesbiennes à Montréal, situé au 1366 rue Sainte-Catherine Est, dans le village gai,,.  
Ce fut le dernier lieu permanent occupé par les lesbiennes montréalaises,, aujourd'hui relayées à des espaces plus éphémères ou des soirées sporadiques,. Le Drugstore était situé dans un large complexe de sept paliers, répartis sur six étages et quatre terrasses,,,.  

## Histoire

### La Taverne du Village
Normand Chamberland fait l'acquisition du bâtiment dans les années 1980, nommé la Taverne du Village de l'Est, qu'il rebaptise la Taverne du Village,,. Cet établissement était le lieu détenant le plus vieux permis d'alcool de Montréal, datant de 1908.    

### La restructuration
Avant de devenir le Drugstore, la Taverne du Village sera surplombée de plusieurs bars à l'étage supérieur, dont le Loubar (1991,), devenu le Nana Pub, puis le Ptown,. 
Chamberland effectuera des travaux de restructuration à la Taverne du Village dès les années 1990,, désirant doubler la superficie et ajouter des étages au bâtiment, qui habritera le Drugstore en 1998,,. On attribue d'ailleurs à Chamberland la création des premiers complexes gais dans le Village, notamment le Complexe Bourbon,,, ce dernier était en effet propriétaire de tous les édifices situés entre les rues Alexandre-de Sève et Champlain sur Sainte-Catherine. 

### Le Drugstore
Bien que mixte, le Drugstore sera reconnu comme un bar lesbien en raison de son appropriation par la communauté lesbienne,.    
L'enseigne emblématique rouge avec les lettres disposées en boitiers individualisés est installée en 1998. Les travaux d'agrandissements se poursuivront durant les années 2000, jusqu'à leur apogée comprenant six étages et quatre terrasses.     
En 2005, Chamberland, cède le Complexe Bourbon et le Drugstore à des créanciers, il décèdera trois ans plus tard.     
Peu après, c'est Nicolas Tétrault qui en fait l'acquisition avant d'en revendre les fonds de commerce et de léguer un bail à Nancy Giannoukakis-Poissant, l'année suivante, en 2009,.    
Le Drugstore ferme ses portes en octobre 2013 en raison de conflits de nature financière,,. Le bâtiment est depuis laissé à l'abandon,,.            